# 华民乡
华民乡，是中华人民共和国黑龙江省齐齐哈尔市龍江縣下辖的一个乡镇级行政单位。

## 行政区划
华民乡下辖以下地区：
华民村、朝阳村、沙河台村、爱民村、复民村、莫呼村、大黑村、色力村和龙鲜村。